# Marija Tichvinskaja
Marija Svetovna Tichvinskaja (in russo Мария Световна Тихвинская?; Leningrado, 24 febbraio 1970) è una snowboarder russa.
Ha partecipato ai Giochi di Salt Lake City 2002, piazzandosi 15ª nel gigante parallelo.
In carriera ha ottenuto quattro podi in Coppa del Mondo: tre secondi posti e un terzo posto, tutti nello snowboardcross.